# Paul Vigné d'Octon
Paul Vigné d'Octon, nom de plume de Paul Vigné, né le 7 septembre 1859 à Montpellier, mort le 20 novembre 1943 à Octon, est un homme politique, naturiste et écrivain français.

## Biographie
Paul-Étienne Vigné naît rue de la Blanquerie, actuelle rue de l'Université, à Montpellier, d'un père boulanger, né à Octon, libre penseur et athée, ami de Jules Guesde, et d'une mère catholique très pratiquante. Après un bref passage au Petit séminaire et la mort de son père, il fréquente le lycée et obtient son baccalauréat en 1876.
Il est admis en 1880 au concours d'entrée à l'École navale de Toulon, où il passe un an, puis est admis au concours de l'internat à la Faculté de médecine de Montpellier. Il est détaché à l’hôpital d'Aix-en-Provence, puis promu médecin de la marine, il part en Guadeloupe. De retour à Montpellier, il passe sa thèse de médecine en 1884. Il est alors promu médecin de deuxième classe et est envoyé au Sénégal puis en Guinée.
En 1886, il sollicite un congé sans solde de trois ans et devient médecin de la Compagnie du chemin de fer de Dakar à Saint-Louis.
En 1888, en France, il épouse Madeleine Vigné, qu'il connaissait depuis longtemps mais dont les parents l'avaient refusé et qui était devenue veuve d'un premier mari.
Il se lance en politique et affronte Paul Leroy-Beaulieu aux élections du canton de Lunas pour le conseil général de l'Hérault de 1889. Il est battu. Aux élections législatives de 1893, il est élu député de Lodève. Il retrouve à l'Assemblée nationale Jules Guesde, élu à Roubaix. Il est élu en 1895 conseiller général du canton de Lunas, puis maire d'Octon l'année suivante, battu aux municipales de 1905 et aux législatives de 1906.
On doit à Paul Vigné d'Octon la loi du 10 juillet 1896 qui permet la réapparition des universités en France que la Révolution avait supprimées. Il y avait bien en France jusqu'à cette date une Université créée en 1806 par Napoléon 1er mais le mot désignait alors  la totalité des établissements d'enseignement public du pays c'est-à-dire en fait ce que l'on dénommera plus tard le Ministère de l'Education nationale. La loi du 10 juillet 1896 adoptée à la suite du grand discours du député de l'Hérault Paul Vigné d'Octon le 5 mars de la même année crée ce que l'on appelait aussi des "universités régionales" regroupant dans une même ville plusieurs facultés (droit, médecine, lettres, sciences). L'ouvrage de référence sur le sujet  est: Conférence des Présidents d'Université, Il y a cent ans...La renaissance des universités françaises. Textes législatifs et débats parlementaires (1885-1896). Préfaces de François Bayrou, Ministre de l'Education nationale, de l'Enseignement supérieur et de la Recherche et de Jean-Marie Monteil, Premier vice-Président de la CPU. Textes présentés par Jean Sagnes, Président de l'Université de Perpignan, Paris, Conférence des Présidents d'Université, 1996.
De 1907 à 1909, il effectue des missions d’inspection pour le ministère de l'Instruction publique. Elles alimenteront son ouvrage La Sueur du burnous dans lequel il dénonce notamment l'accaparement des terres indigènes en Tunisie par des personnalités françaises. Publié en 1911, l'ouvrage s'inscrit dans son combat anticolonialiste qui l'amène à dénoncer à la même période la conquête de la Tripolitaine ottomane par l'Italie au moyen de photographies réalisées par le reporter de guerre Gaston Chérau. Henri Brunchwig, un des plus grands historiens de l'Afrique noire selon Léopold Sédar Senghor constate que Vigné d'Octon ne remet pas en cause le colonialisme et se contente d'en dénoncer les excès. Vigné d'Octon écrit notamment : « Depuis trop longtemps on fait au Sénégal ce que j'appellerai volontiers de la "colonelisation". Il serait à ce moment opportun d'y faire une peu de colonisation véritable ». Certes, il mentionne « l'âme simpliste des races nigritiennes » mais dans La gloire du sabre (p. 84), il est très clair  condamnant "l'abominable théorie des races inférieures". L'historien Daniel Hemery, dans son livre "Ho Chi Minh. De l'Indochine au Vietnam" (Gallimard, 2013) , écrit à la page 138: "La campagne permanente contre la colonisation de Paul Vigné d'Octon dans "Le Libertaire" en 1921 fournit à Nguyen Ai Quoc (nom véritable d'Ho Chi Minh)... toute la thématique du "Procès de la colonisation", son style, la gouaille sarcastique et moqueuse des polémistes de l'anarchie, leur goût de la véhémence, de la dénonciation sentimentale et dédaigneuse de l'analyse théorique sur le mode marxiste".

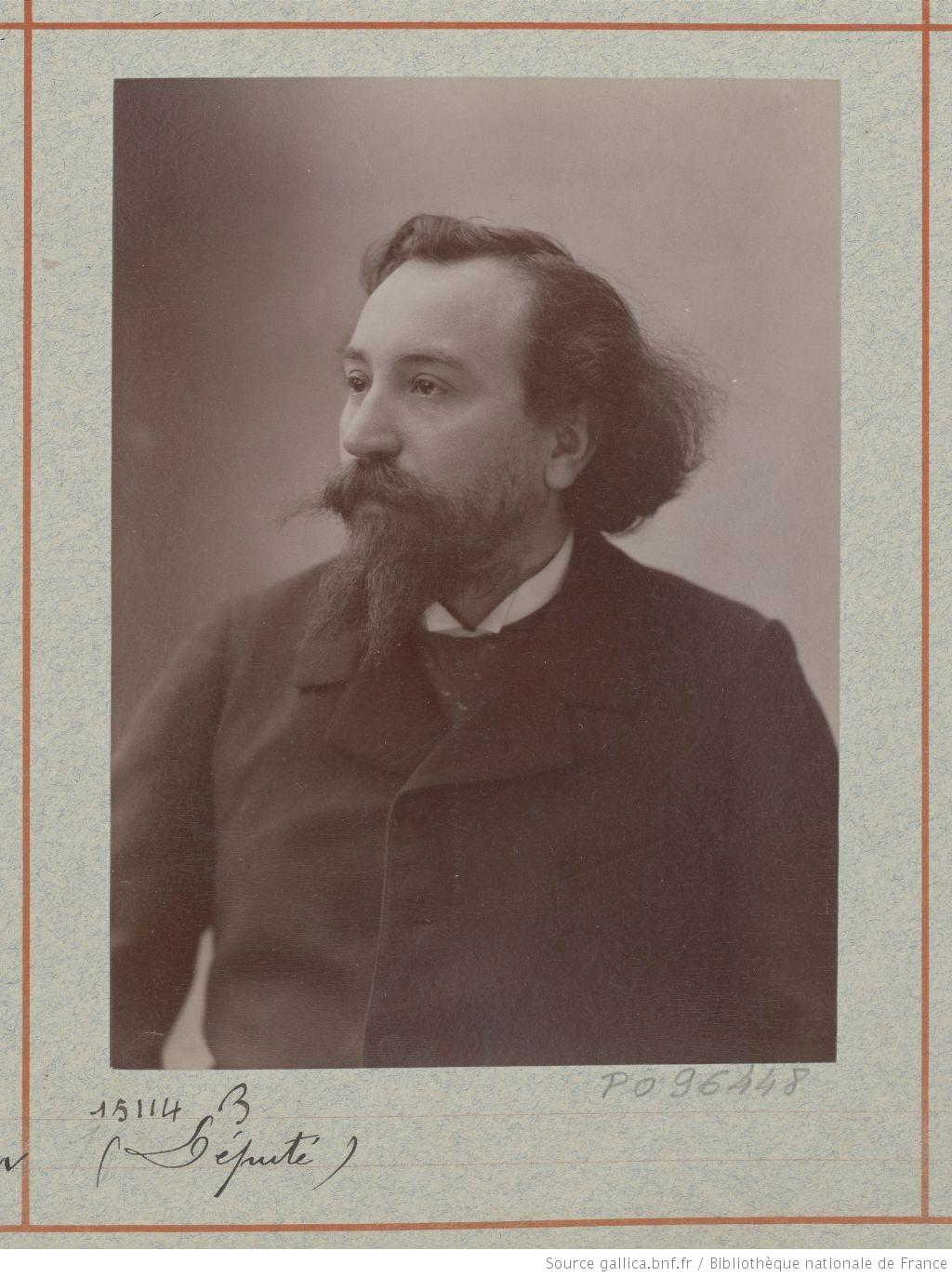
Paul Vigné d'Octon député, Atelier Nadar. Photographe

Vigné d'Octon mène de pair son activité politique et celle d'écrivain, il publie plus d'une trentaine de romans. Les premiers sont exotiques, en lien avec ses voyages en Afrique. Il se consacre ensuite à des romans naturalistes ancrés dans la paysannerie du Languedoc. Les amours de Nine paru en 1893 est un de ses gros succès, apprécié de José Maria de Heredia, il est adapté en pièce de théâtre en 1929 par Emile Barthe, une version cinématographique est envisagée sans voir le jour. Le roman d'un timide paru en 1892 obtient le prix du roman de l'Académie Française en 1893.
En décembre 1921, Nguyen A. Q. ( nom du futur Ho Chi Minh)  sollicite l'hospitalité de Vigné d'Octon pour assister au premier congrès du Parti communiste français tenu à Marseille (Roland Andréani, Les correspondants de Paul Vigné d'Octon (1859-1943) in 120e congrès national des sciences historiques à Aix en Provence, 1995, p. 734).
Vigné consacre le dernier tiers de sa vie au naturisme. Influencé par les engagements d’Élisée Reclus, il allie sa pratique à un investissement militant. Doyen des médecins naturistes, il publie des articles dans les revues Le Naturisme, La Revue Naturiste et La Joie de Vivre. Il écrit la Bible du Naturiste en trois volumes, elle ne sera pas publiée mais en partie diffusée dans les colonnes du Petit Méridional entre 1931 et 1933. Il transforme sa résidence (dite le « château » d'Octon) en centre naturiste et station uvale ((la « Maison du Soleil »), 
Il se remarie en 1939 (Madeleine était décédée en 1936) avec Hélia Clément-Béridon. Il meurt en 1943 et est enterré au cimetière d'Octon.

## Ouvrages
- Les rivières du sud de la Sénégambie : le Rio-Nunez, 1889
- Chair noire, A. Lemerre, 1889
- Au pays des fétiches, A. Lemerre, 1890
- Visions sahariennes, F. Juven, 1890 et 1909
- L'Éternelle Blessée, A. Lemerre, 1891
- Le Roman d'un timide, A. Lemerre, 1892, prix de Jouy de l’Académie française 1893
- Terre de mort : Soudan & Dahomey, Lemerre, 1892
- Fauves amours, A. Lemerre, 1892
- Les Angoisses du docteur Combalas. Tiennet l'innocent, A. Lemerre, 1893
- Les Amours de Nine, A. Lemerre, 1893
- En buissonnant, A. Lemerre, 1894
- Petite amie, A. Lemerre, 1895
- Le Vœu de Juliette, A. Quantin, 1899
- Le Pont d'amour, A. Lemerre, 1900
- La Gloire du sabre, Flammarion, 1900
- Le Pèlerin du soleil, Grasset, 1910
- Les Crimes coloniaux de la Troisième République. La sueur du burnous, Éditions de la Guerre sociale, 1911
- La Vie et l'Amour : les doctrines freudiennes et la psychanalyse. Enquête dirigée par P. Vigné d'Octon, Éditions de L’Idée libre, 1934.

### Éditions récentes
- La Gloire du sabre, préface d'Abdelaziz Bouteflika, Alger, Éditions ANEP, 2006
- La Sueur du burnous, éditions Les nuits rouges, 2001
- Les Amours de Nine, C. Lacour, 1998
- La Gloire du sabre, illustrations de Cabu, Quintette, 1984
- Jean Grave, La colonisation, suivi de Paul Vigné d'Octon, Le Massacre d’Ambiky, Éditions du Sextant, 2019, 60 pp.

### Anticolonialisme
- Henri Brunschwig, « Vigné d'Octon et l'anticolonialisme sous la Troisième République (1871-1914) », Cahiers d'études africaines, vol. 14, no 54, 1974, p. 265-298.

- Jean Suret-Canale, « L'anticolonialisme en France sous la IIIe République : Paul Vigné d'Octon », Les Cahiers Internationaux, N° sept.-oct. 1959

- Jean Sagnes, « Paul Vigné d'Octon (1859-1943). Un anticolonialiste sous la IIIe République » dans Jean Sagnes Ils voulaient changer le monde , Editions du Mont, 2016 (pages 127-154)

- Lazhar Mejri, « Paul Vigné d'Octon, La Sueur du burnous : un regard extérieur sur la politique coloniale française en Tunisie (1881-1909) », Sami Bargaoui et Hassan Remaoun, Savoirs historiques au Maghreb, Oran/Tunis, Centre national de recherche en anthropologie sociale et culturelle/C.E.R.E.S, 2006, p. 249-263

### Analyse littéraire
- Roland Andréani, « Le Thermalisme dans l’œuvre romanesque de Paul Vigné d'Octon (1859-1943) », dans Villes d'eaux, histoire du thermalisme, Paris, 1994, p. 479-489

- Roland Andréani, « Le "bon prêtre" dans l'œuvre romanesque de Paul Vigné d'Octon (1859-1943) » , dans Bernard Plongeron et Pierre Guillaume (dir.), De la charité à l'action sociale : religion et société, Paris, 1995, p. 387-395

- Roland Andréani, « Les correspondants de Paul Vigné d'Octon » (1859-1943) dans Pierre Albert (dir.), Correspondre jadis et naguère, Paris, 1997, p. 731-741

### Fonds d'archives
- Fonds : Archives Paul Vigné d’Octon (1860-1946).  Cote : 1 E 1149-1351. Montpellier : Archives départementales de l'Hérault (présentation en ligne).

- Fonds : Archives Paul Vigné d’Octon (1860-1960) [0,8 ml].  Cote : 21 F 1-26. Montpellier : Archives départementales de l'Hérault (présentation en ligne).